# 1297
1297 (MCCXCVII) a fost un an obișnuit al calendarului iulian, care a început într-o zi de joi.

## Evenimente
- 8 ianuarie: Monaco obține independența, sub conducerea familiei Grimaldi din Genova, prin Francesco Grimaldi.
- 4 aprilie: Papa creează Regatul Sardiniei și Corsicii, care revine Aragonului, prin persoana lui Iacob al II-lea "cel Drept".
- 26 august: Bătălia de la Furnes; regele Franței, Filip al IV-lea cel Frumos ocupă Flandra occidentală
- 28 august: Regele Eduard I al Angliei invadează Flandra; expediția eșuează.
- 11 septembrie: Bătălia de la Stirling Bridge: scoțienii, conduși de Andrew Moray și de William Wallace înfrâng trupele engleze ale contelui de Surrey.
- 12 septembrie: Tratatul de la Alcanizes, dintre regele Denis I al Portugaliei și regele Ferdinand al IV-lea al Castiliei: se fixează frontierele Portugaliei.

### Nedatate
- mai: William Wallace conduce lupta scoțienilor, în vederea eliminării englezilor din Scoția.
- Birmania se recunoaște supusă față de Imperiul Mongol din China.
- Împăratul german Adolf de Nassau recunoaște „alianța veșnică" a cantoanelor elvețiene.
- Încep raidurile hanatului Ciagathaizilor asupra India; mongoli ajung în apropiere de Delhi; sultanul Alauddin întărește sistemul defensiv al sultanatului.
- Provincia Guyenne revine în puterea regelui Franței.
- Ravenna trece în stăpânirea ghibelinilor, prin accederea la putere a familiei Polenta.
- Regele Franței ocupă orașul Lille.
- Regele Ludovic al IX-lea al Franței este canonizat; detensionarea relației dintre regele Franței și papa Bonifaciu al VIII-lea.
- Serrata del Consiglio, la Veneția; conducerea statului devine oligarhică, prin limitarea accesului în Marele Consiliu doar la membrii anumitor familii.
- Stabilirea de legături comerciale permanente între Genova și Bruges.

## Arte, Știință, Literatură și Filosofie
- Incinta vizigotică a orașului Carcassonne este renovată în totalitate.
- Pictorul Giotto își desfășoară activitatea la Assisi.

## Nașteri
- 25 martie: Ernest de Pardubice, arhiepiscop de Praga (d. 1364)
- 25 martie: Andronic al III-lea Paleolog, viitor împărat al Bizanțului (d. 1341)
- Abu Al-Hasan Ali ibn Othman, viitor sultan de Maroc (d. 1351)
- Joseph Caspi, gramatician provensal (d. 1340)
- Kestutis, viitor mare principe de Lituania (d. 1382)
- Matteo Frescobaldi, poet italian (d. 1348)

## Decese
- 23 ianuarie: Florent de Hainaut, principe de Ahaia (n.c. 1255)
- 16 august: Ioan al II-lea, împărat bizantin de Trapezunt (n.c. 1262)

### Nedatate
- martie: Ioan al XI-lea, patriarh de Constantinopol (n.c. 1225)
- septembrie: Andrew Moray, conducător scoțian (n. ?)